# 佐原の大祭

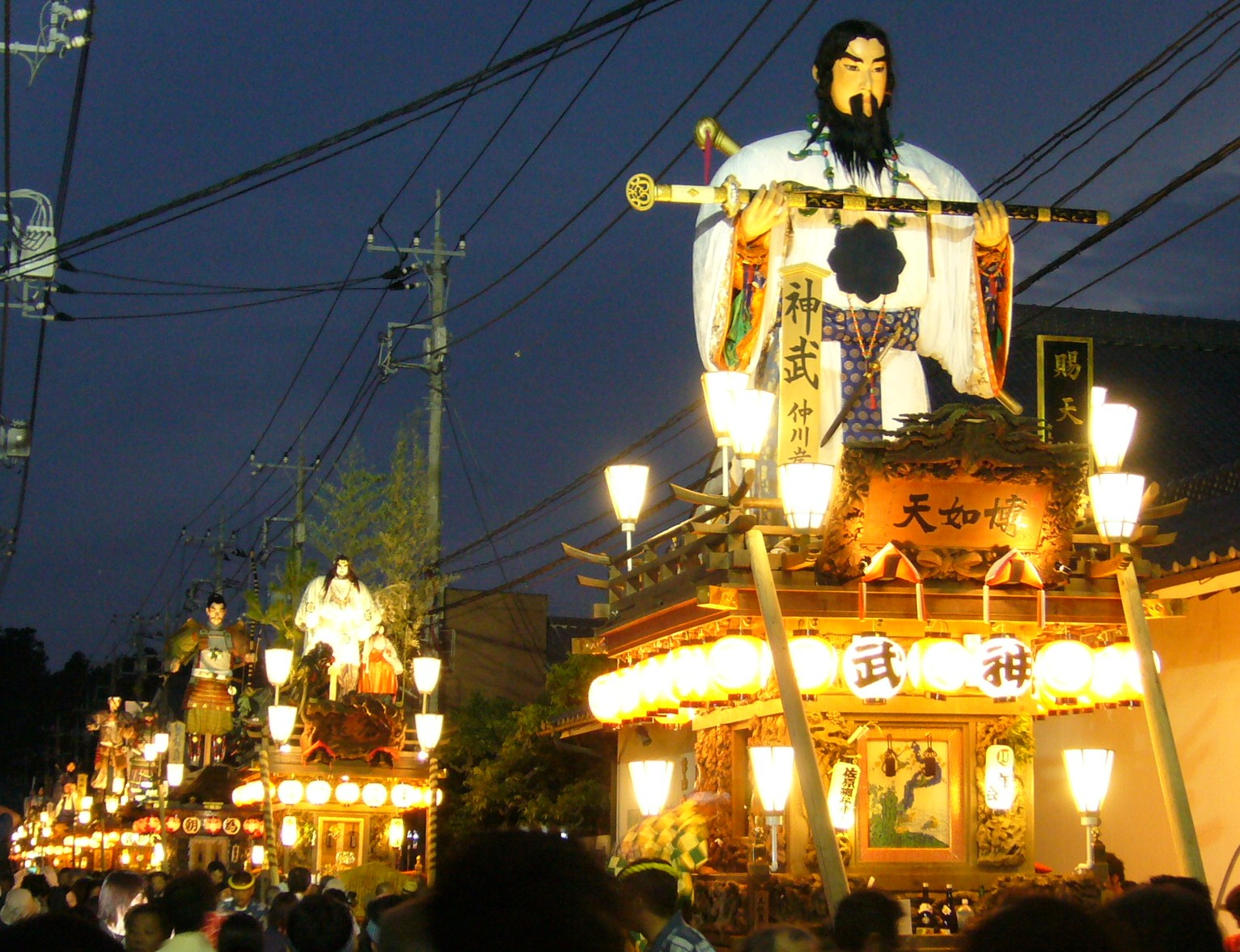
年番引継ぎ行事のために並んだ山車(秋祭り)

佐原の大祭（さわらのたいさい）は、千葉県香取市佐原の市街地で行われる7月の本宿祇園祭と10月の新宿秋祭りの総称。川越氷川祭・常陸國總社宮大祭(石岡のおまつり)とともに関東三大祭りの一つである。2016年12月にユネスコ世界無形文化遺産に登録されている。

## 概要

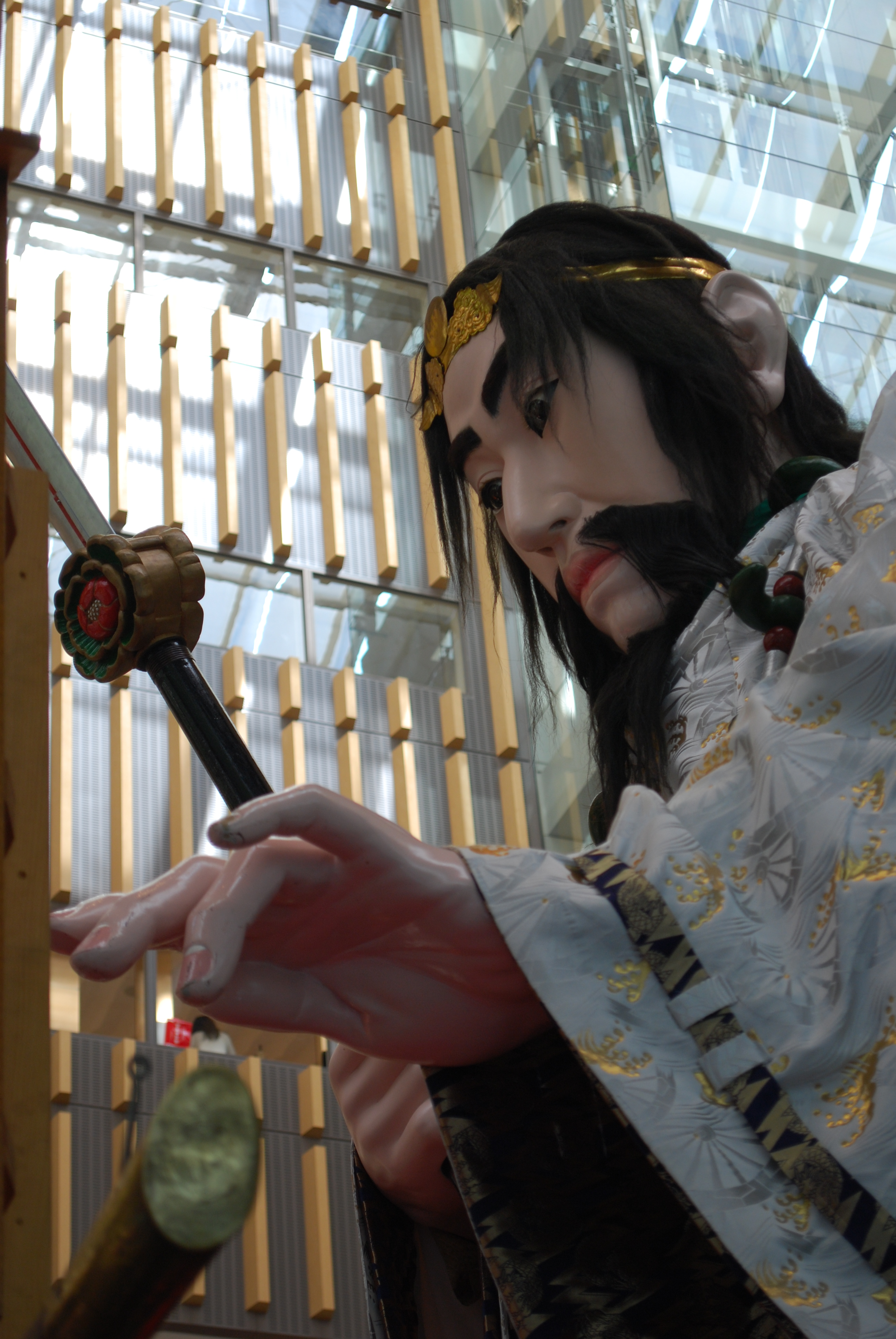
大人形の例（伊弉那岐尊・田宿区）

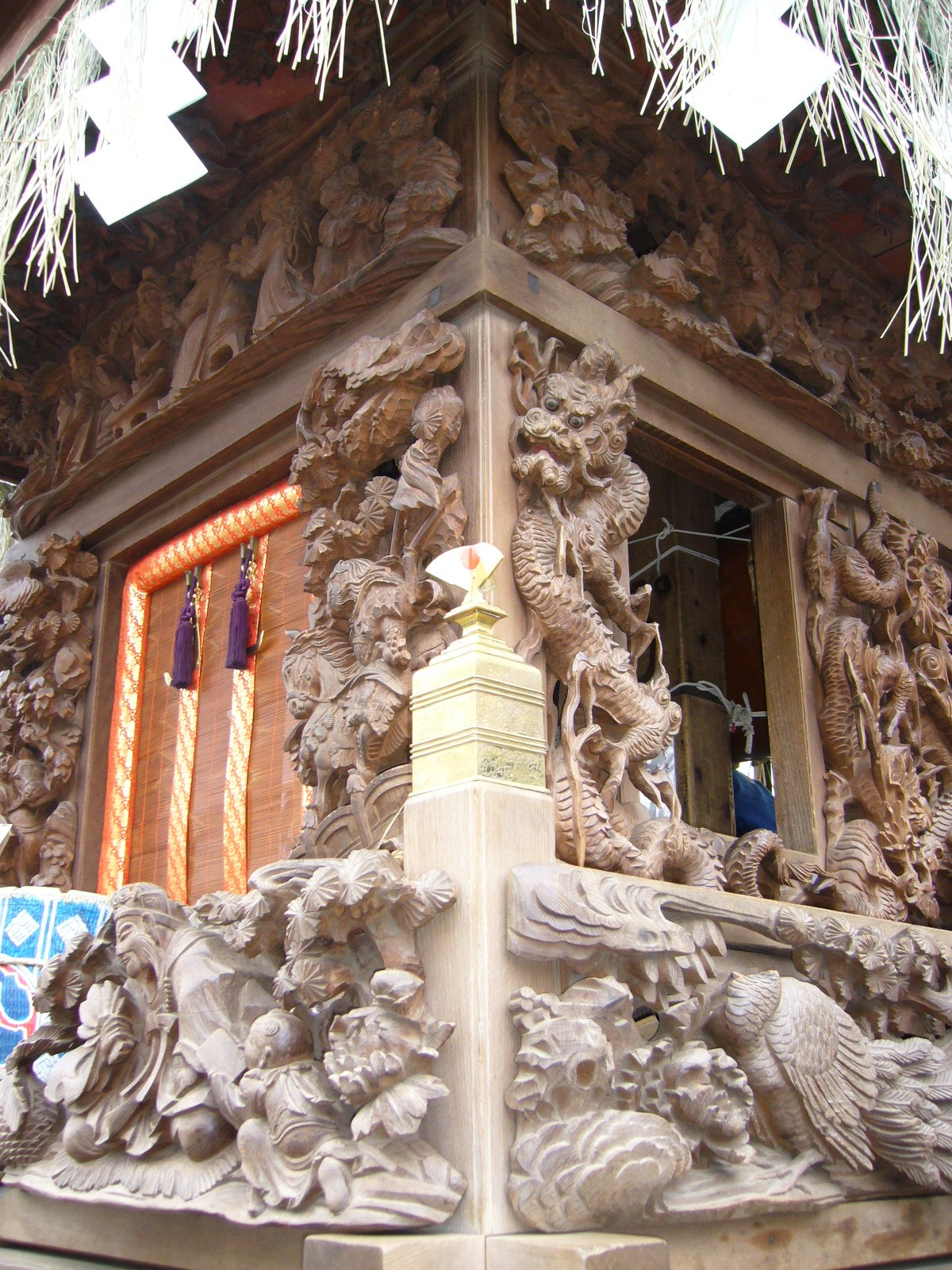
山車に巡らされた彫物の例(三国志や龍など・南横宿区)

二層構造の山車の上部（大天上）に、歴史上の人物の大人形や町内で藁を用いて製作した大きな飾り物を飾り付け、下段（中天上）に「佐原囃子」を演奏する下座連を乗せ、奏でながら町内衆により曳き回される。また、山車の前では手古舞の流れをくむ手踊りが披露される。
飾り物の他に多くの山車の周りには彫物が巡らされ、獅子や龍、物語等を題材にしたものが彫られている。
市街地を流れる小野川をはさみ東側を本宿（ほんじゅく）、西側を新宿（しんじゅく）と呼び、それぞれ別々に祭りが行われる。
- 本宿地区・八坂神社の祇園祭（山車10台）。7月10日以降の金曜、土曜、日曜日　(平成22年から夏祭りの日程が「7月10日以降の金土日」となる)
- 新宿地区・諏訪神社の秋祭り（山車14台）。10月第2土曜日を中日とする金曜、土曜、日曜日

## 歴史
佐原は近世以降利根川舟運により河岸として発展してきたが、江戸の祭礼文化の影響のもと、享保年間には山車と囃子を中心とする祭礼が行われるようになった。飾り物については、当初それぞれの町内で趣向を凝らして製作していたが、近世末期に大人形の飾り物が出現し（関戸区）、江戸の人形職人に飾り物の製作を依頼するようになった。佐原の山車と囃子の形態は、市内の小見川地区、東庄町、多古町など、茨城県の潮来市、鹿嶋市、行方市麻生などに見られ、周辺地域の祭礼に大きな影響を与え佐原を中心とする山車文化圏を形成している。
・2004年（平成16年）2月6日に「佐原の山車行事」として重要無形民俗文化財に指定された。
・2016年（平成28年）12月にユネスコ世界無形文化遺産に登録された。
・2020年（令和2年）5月2日(土）新型コロナウイルス感染拡大防止のため、7月10日（金）～12日（日）に開催予定だった「令和2年佐原の大祭夏祭り（八坂神社祇園祭）」の中止が発表された。
・2020年（令和2年）8月3日(月）新型コロナウイルス感染拡大防止のため、10月9日（金）～11日（日）に開催予定だった「令和2年佐原の大祭秋祭り（諏訪神社秋祭り）」の中止が発表された。
・2021年（令和3年）5月21日(金）新型コロナウイルス感染拡大防止のため、7月16日（金）～18日（日）に開催予定だった「令和3年佐原の大祭夏祭り（八坂神社祇園祭）」の中止が発表され2年連続中止となる。
・2021年（令和3年）8月10日(火）新型コロナウイルス感染拡大防止のため、10月8日（金）～10日（日）に開催予定だった「令和3年佐原の大祭秋祭り（諏訪神社秋祭り）」の中止が発表され2年連続中止となる。

## 組織

### 年番
本宿、新宿それぞれの祭礼を取り仕切るのが「年番（ねんばん）」と呼ばれる町内で、3年間に渡って重責を務める。3年で交代するため年番が周ってくるのに数十年を要する。また、前期に年番を務めた町内を「前年番（ぜんねんばん）」、次に年番を務める町内を「後年番（あとねんばん）」と呼び、年番とあわせ「前後三町（ぜんごさんちょう）」と呼ばれる。山車の運行などの行事計画は前後三町が協議して決定し、行事については年番が一切を取り仕切る。年番の引き継ぎの行事がある年の祭礼を「本祭」、それ以外の年の祭礼を「例祭」と呼ぶ。

### 町内の組織
山車行事の町内での組織はおおむね以下のとおり。
- 区長（くちょう）･･･町内を代表する者。
- 古役（こやく）････当役を終えた者。
- 当役（とうやく）･･･若連を経験した者の中から10人前後が選ばれる。町内の山車行事を運営する。責任者は当役長。
- 若連（わかれん）（若衆）･･･実際に山車を曳き回す若者の集まり。責任者は若連（若衆）頭（かしら）。

## 曳き廻し・行事
年番引き継ぎ行事が行われない例祭の年には、町内ごとにルートを決めて曳き廻される「乱曳き（らんびき）」や山車の曳き廻しの見せ場の「曲曳き（きょくびき）」が行われる。曲曳きには、前輪を軸にして山車を時計回りに回転させる「のの字廻し」、楕円形を描くように山車を引き回す「こばん廻し」、数十メートルの距離を緩急をつけて直線的に往復する「そろばん曳き」がある。年番引き継ぎ行事のある本祭の年には、全町内の山車が年番町を先頭に順列を組み巡行し、所定の位置に山車が並び下座連による通し「砂切」の演奏などが行われる番組行事が執り行われる。

## 山車
- 本宿祇園祭の山車と下座連

| 町内名                   | 写 真 | 飾り物     | 額 字    | 主な彫物                           | 下座連       | 備考     |
| 上仲町（かみなかちょう） |       | 太田道灌   | 德威     | 二十四孝                           | 東関戸連中   | 山車年番 |
| 荒久（あらく）           |       | 経津主命   | 威德     | 獅子                               | 野田芸座連   | 後年番   |
| 本川岸（ほんがし）       |       | 天鈿女命   | 咲樂     | 日本書紀、太閤記、太平記           | 新和下座連   | －       |
| 八日市場（ようかいちば） |       | 鯉         | 龍の彫刻 | 太閤記                             | 内野芸座連   | －       |
| 浜宿（はまじゅく）       |       | 武甕槌命   | 柔和     | 獅子                               | 与倉芸座連   | －       |
| 寺宿（てらじゅく）       |       | 金時山姥   | 幣薹     | 龍                                 | 佐原囃子連中 | －       |
| 田宿（たじゅく）         |       | 伊弉那岐尊 | 雍泰     | 獅子                               | 清水芸座連   | -        |
| 仁井宿（にいじゅく）     |       | 鷹         | 仁愛     | 獅子、鷹、龍                       | 潮来芸座連   | -        |
| 船戸（ふなど）           |       | 神武       | 烝衎     | 酒呑童子、羅生門、金時山姥、三上山 | 源囃子連中   | -        |
| 下仲町（しもなかちょう） |       | 菅原道真   | 頌德     | 鞍馬山、若木桜、勧進帳             | 如月会       | 前年番   |

- 新宿秋祭りの山車と下座連

| 町内名                     | 写 真                      | 飾り物       | 額 字                                                | 主な彫物                       | 下座連           | 備考     |
| 仲川岸（なかがし）         |                            | 神武天皇     | 博如天                                               | 太平記、川中島、米作り         | 佐原囃子連中     | 山車年番 |
| 下川岸（したがし）         |                            | 素盞鳴尊     | 宏遠                                                 | 日本神話                       | 清水芸座連       | 後年番   |
| 上中宿（かみなかじゅく）   |                            | 鎮西八郎為朝 | 富士山の彫物                                         | 富士の巻狩り                   | 和楽会           | －       |
| 下宿（しもじゅく）         |                            | 源頼義       | 誠意                                                 | 平家物語                       | 分内野下座連     | －       |
| 東関戸（ひがしせきど）     | 東関戸                     | 大楠公       | 純正                                                 | 太平記                         | 東関戸連中       | －       |
| 西関戸（にしせきど）       |                            | 瓊々杵尊     | 神威赫奕                                             | 龍、唐子                       | 雄風會           | －       |
| 上新町（かみしんまち）     |                            | 諏訪大神     | 敬神                                                 | 龍                             | 祭好会鹿嶋芸座連 | －       |
| 北横宿（きたよこじゅく）   |                            | 日本武尊     | 愛國                                                 | 日本書紀                       | 源囃子連中       | －       |
| 下新町（しもしんまち）     |                            | 浦嶋太郎     | 恩波                                                 | 水滸伝                         | 牧野下座連       | －       |
| 新上川岸（しんうわがし）   |                            | 牛天神       | 上河岸                                               | 前九年絵巻、平家物語、酒呑童子 | 潮風會囃子連     | －       |
| 南横宿（みなみよこじゅく） |                            | 仁徳天皇     | 高きやに昇りて見れば煙立つ民のかまどはにぎわいにけり | 三国志                         | あらく囃子連     | -        |
| 上宿（かみじゅく）         |                            | 源義経       | 智勇                                                 | 獅子                           | 寺宿囃子連       | -        |
| 新橋本（しんはしもと）     |                            | 小野道風     | 雲龍                                                 | 龍                             | 野田芸座連       | -        |
| 下分（しもわけ）           |                            | 小楠公       | 下分                                                 | 獅子                           | 潮来芸座連       | 前年番   |
| 中宿（なかじゅく）         | （山車破損の為出ていない） | 桃太郎       | 豐煙                                                 | 龍                             | －               | －       |

## 関連施設
- 水郷佐原山車会館（年間を通して本物の山車2台が展示されている）